# Hoheneich
Hoheneich osztrák mezőváros Alsó-Ausztria Gmündi járásában. 2018 januárjában 1424 lakosa volt.

## Elhelyezkedése

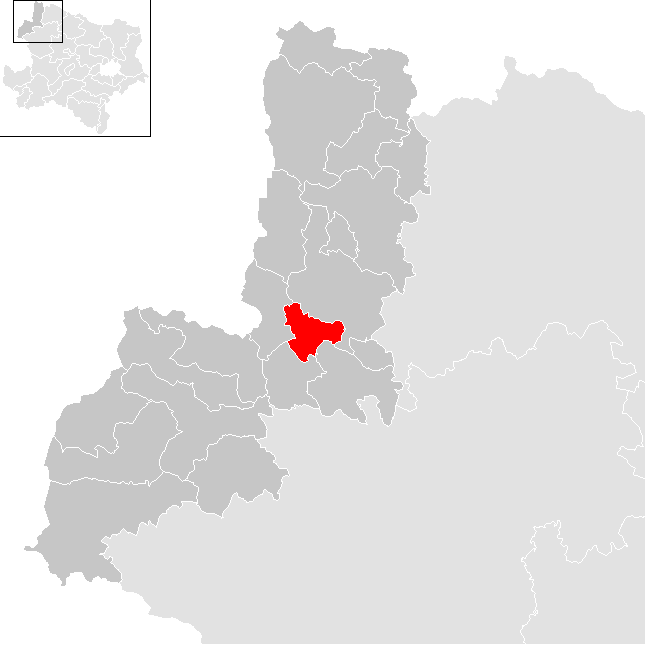
Hoheneich a Gmündi járásban

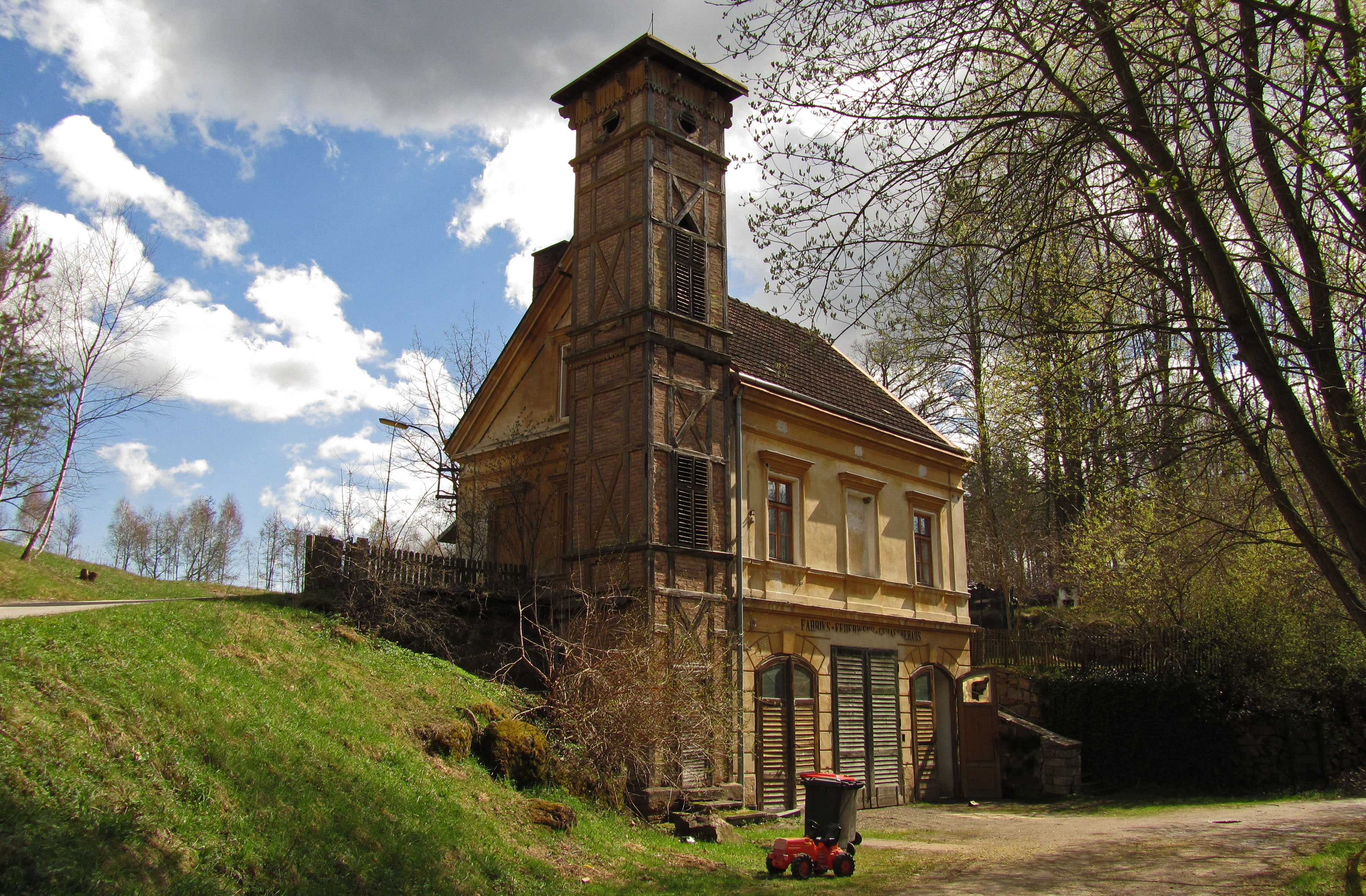
A Backhausen-tüzoltóság

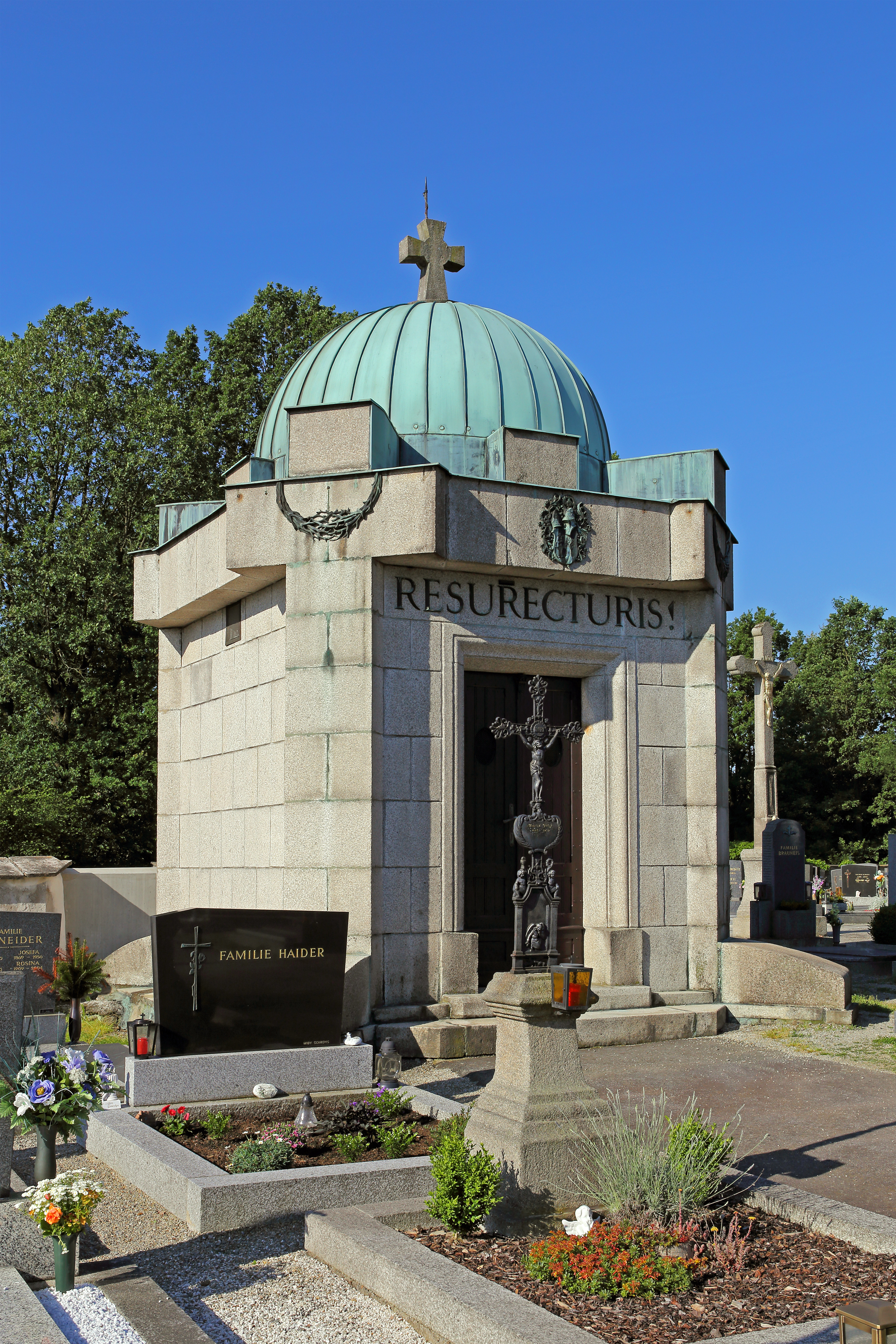
A Stidl-mauzóleum

Hoheneich Alsó-Ausztria Erdőnegyedének (Waldviertel) északi részén fekszik, a Braunaubach folyó mentén. Területének 57,2%-a erdő. Az önkormányzat 2 települést egyesít: Hoheneich (1035 lakos 2018-ban) és Nondorf (389 lakos). A kataszteri közösségek Hoheneich és Nondorf.
A környező önkormányzatok: északkeletre Schrems, délkeletre Kirchberg am Walde, délre Waldenstein, nyugatra Gmünd.

## Története
Hoheneich a középkor során a már a 12. században is létező Kirchberg am Walde alá volt rendelve, amely a Kuenring család birtoka volt. Első írásbeli említése 1345-ből való, amikor egy bizonyos Niklas von Hoheneich birtokot cserélt Albert von Kirchberggel. A Hoheneich 1483 körüli nemzetség kihalása után tulajdonuk a Kirchberg bárókra szállt. Amikor Mátyás magyar király megszállta Alsó-Ausztriát, feltehetően Hoheneichet is elfoglalta; a tartomány egészen 1491-es haláláig uralma alatt maradt.
A harmincéves háború kezdetén, 1619-ben a Kollonitsch gróf vezette magyar és lengyel katonákból álló császári csapatok kifosztották és felégették a falut. Később a csehek foglalták el és gyújtották fel a kastélyt. A napóleoni háborúkban 1795-ben hesseni, az 1866-os osztrák-porosz háborúban pedig porosz csapatok szállták meg Hoheneichet.
1869-ben megnyílt a postahivatal, 1903-ban pedig az új iskola. A két világháború számos áldozatot szedett a település lakói közül.

## Lakosság
A hoheneichi önkormányzat területén 2018 januárjában 1424 fő élt. A lakosságszám 1981 óta (akkor 1640 fő) csökkenő tendenciát mutat. 2015-ben a helybeliek 96,2%-a volt osztrák állampolgár; a külföldiek közül 0,9% a régi (2004 előtti), 1,5% az új EU-tagállamokból érkezett. 2001-ben a lakosok 88,9%-a római katolikusnak, 2% evangélikusnak, 2,1% mohamedánnak, 5,5% pedig felekezeten kívülinek vallotta magát. Ugyanekkor 4 magyar élt a mezővárosban. A legnagyobb nemzetiségi csoportot a német mellett a törökök alkották 1,1%-kal.

## Látnivalók
- a Szeplőtelen fogantatás-kegytemplom. 1621-ben állítólag csoda történt a templomban. A lutheránus Kollonich gróf belülről bezáratta és befalaztatta a kegytemplom ajtaját, hogy a katolikus zarándokok ne imádkozhassanak a Szűz Mária szobra előtt. A munkások az ablakon másztak ki. Másnap - miközben a gróf és protestáns lelkészei a bokrok közül figyelték mi történik - a zarándokok könnyedén kinyittták az ajtót a mögé felhúzott fal pedig összedőlt.
- Ignaz Stidl 1909-es mauzóleuma a temetőben
- a Backhausen textilgyár 19. századi tüzoltóháza
- az 1740-ben épült Lourdes-kápolna
- Nondorf kápolnája
- a Braunaubach 17-18. század fordulóján épült hídja

## Fordítás
- Ez a szócikk részben vagy egészben  a   Hoheneich című német Wikipédia-szócikk ezen változatának fordításán alapul.  Az eredeti cikk szerkesztőit annak laptörténete sorolja fel. Ez a jelzés csupán a megfogalmazás eredetét és a szerzői jogokat jelzi, nem szolgál a cikkben szereplő információk forrásmegjelöléseként.